# دریاچه چوکلوچا
دریاچه چوکلوچا (به اسپانیایی: Laguna Choclococha) یک دریاچه در پرو است که در منطقه اوئانکاولیکا واقع شده‌است.